# Фаза быстрого сна
Фаза быстрого сна, БДГ-фаза, REM-фаза (от БДГ — «быстрые движения глаз», фаза парадоксального сна, англ. REM — rapid eye movement) — фаза сна, характеризующаяся повышенной активностью головного мозга. Одним из признаков этой фазы являются быстрые движения глазных яблок. Открытие фазы быстрого сна и её связи со сновидениями было признано за Натаниэлом Клейтманом и Юджином Асерински из Чикагского университета в 1953 году.
В среднем за ночь цикл быстрого/медленного сна повторяется четыре или пять раз. Механизм смены фаз сна до конца не изучен, но есть исследования, согласно которым смена фаз сна может происходить благодаря нейронному переключателю, находящемуся в продолговатом мозге. Продолжительность каждой последующей фазы увеличивается, а глубина сна снижается. Фазы быстрого сна составляют 20—25 % ночного сна, около 90—120 минут, одна фаза длится 10—20 минут и чередуется с фазой медленного сна. Замечено, что общая относительная продолжительность БДГ-сна больше после стресса, испытанного за день (например, у студентов во время учёбы БДГ занимает бо́льшую долю времени), а доля не-БДГ-сна возрастает при физических нагрузках. В фазе быстрого сна более крупные группы мышц находятся в расслабленном состоянии, а деятельность мозга активизируется. Около 85 % подопытных, разбуженных через 4 минуты после начала БДГ-фазы, заявляют, что видели красочные сны. В этой фазе наблюдается интенсивное, с возрастающей амплитудой, движение глазных яблок.
Функция быстрого сна исследована не до конца. Существуют разные теории о его назначении.
Если проснуться во время фазы быстрого сна, то можно попасть в сонный паралич.

## Распознавание БДГ-фазы
Фаза быстрого сна распознаётся по ряду внешних признаков. Самый отчётливый — едва уловимые движения век, связанные с движениями глазных яблок, а также учащённое и аритмичное, по сравнению с фазой медленного сна, дыхание и сердцебиение.

## Гипотеза активации-синтеза
В 1977 году Аллан Хобсон и Роберт МакКарли выдвинули гипотезу об «активации и синтезе», которая была призвана объяснить процесс формирования сновидений. В отличие от психоаналитических теорий, которые делали упор на содержании сновидения и его значении, эта теория практически полностью игнорировала этот аспект и фокусировалась на «форме»: как образуются сновидения, почему они бывают столь хаотичны, почему сновиденное «я» себя так странно ведёт и т. п. Если в психоаналитических теориях фигурирует «бессознательное», то Хобсон и МакКарли полностью дистанцировались от подобных сущностей и ограничились теми сведениями, которые были доступны в то время на основе изучения мозга.

## Важность фазы быстрого сна
Лабораторные исследования БДГ-фазы показали необходимость этой фазы для жизнедеятельности организма. Мышь, лишённая БДГ-фазы сна, погибала через 40 дней такого режима, в то время как другая мышь выживала благодаря фазам быстрого сна.
Во время фазы быстрого сна головной мозг «фильтрует» полученную за день информацию, отбрасывает ненужную, второстепенную. Происходит запоминание необходимых сведений. Благодаря своей быстрой фазе сон также готовит организм к утреннему пробуждению, активизирует перед пробуждением все необходимые нейрогуморальные процессы, изменяет поведение человека.
Фаза быстрого сна особенно важна для новорождённых: она обеспечивает нервную стимуляцию, способствующую формированию и развитию нервной системы.

## Нарушения стадии быстрого сна
Точная причина нарушения фазы сна с быстрым движением глаз неизвестна. Но нарушения могут происходить вследствие различных дегенеративных неврологических заболеваний, например, болезни Паркинсона, деменции с тельцами Леви, мультисистемной атрофии. У 55 % людей причина нарушений неизвестна, а у 45 % людей нарушения связаны с употреблением алкоголя и седативных препаратов, трициклических антидепрессантов (например, имипрамин) или ингибитора обратного захвата серотонина (например, флуоксетин, пароксетин) или других типов антидепрессантов.
Нарушения фазы быстрого сна заставляют не только переживать тяжёлые, полные насилия сновидения, но и проявлять соответствующее поведение. Люди, страдающие этим расстройством, могут биться, стонать и кричать во сне, падать с кровати.
Из-за нарушения БДГ-сна могут развиться мягкие психологические нарушения, такие как беспокойство, раздражительность, галлюцинации и расстройство концентрации внимания, а аппетит может увеличиться. Независимо от того, какие психологические последствия имеет долговременное нарушение БДГ-сна, это остаётся вопросом споров. В нескольких отчётах указывалось, что недостаток БДГ-сна повышает агрессию и сексуальное поведение у лабораторных животных. 
Было высказано предположение, что острое лишение БДГ-сна может улучшить определённые типы депрессии, когда депрессия, по-видимому, связана с дисбалансом определённых нейромедиаторов. Несмотря на то что лишение сна в целом беспокоит большую часть населения, неоднократно было доказано, что это облегчает депрессию, хотя и временно. Более половины лиц, которые испытывают это облегчение, сообщают, что эффект исчезает после сна на следующий день. Таким образом, исследователи разработали такие методы, как изменение расписания сна в течение нескольких дней после периода нарушения БДГ-сна и сочетание изменений расписания сна с фармакотерапией, чтобы продлить этот эффект. 
Нарушение стадии быстрого сна может вызвать сонный паралич. Он представляет собой состояние невозможности осуществить любые произвольные движения при засыпании или пробуждении. Такое состояние вызывает чувство испуга и может сопровождаться ощущением нарушения дыхания.

## Физиологические изменения
Во время сна многие функции организма меняют свою интенсивность: двигательная активность исчезает, уменьшается частота дыхания и сердечных сокращений, падает артериальное давление, уровень обмена веществ и возбудимости нервной системы. Отключается сознание. Активность некоторых других процессов возрастает: увеличивается кровообращение в стволовой части мозга и гипоталамусе, что сопровождается повышением температуры мозга, увеличивается потребление кислорода (в стадии «быстрого сна»), активность некоторых ферментов, выделение гормона роста, гонадотропных гормонов гипофиза (в период полового созревания).

## Психология

### Сновидения
Со времени открытия БДГ было тесно связано со сновидением. Пробуждение во время фазы БДГ является распространённым экспериментальным методом для получения отчётов о сновидениях. 80 % нейротипичных людей могут дать отчёт о сновидении в этих обстоятельствах. Спящие люди, пробуждённые во время БДГ-фазы, имеют тенденцию давать более подробные описания снов, которые они видели, и оценивать продолжительность их снов как более долгие. Осознанные сновидения случаются гораздо чаще в БДГ-фазе. Психические события, которые происходят во время БДГ-фазы, чаще всего имеют признаки сновидения и включают повествовательную структуру, осознанность и включение инстинктивных тем. По одной из оценок, 80 % снов происходят во время БДГ-фазы.
Аллан Хобсон и Роберт МакКэрли предположили, что волны, характерные для «фазного» БДГ, могут снабжать зрительную кору и передний мозг электрическим возбуждением, которое усиливает галлюцинаторные аспекты сновидений. Тем не менее люди, которые просыпаются во время сна, не сообщают о значительно более причудливых снах во время БДГ-фазы.
Некоторые сновидения могут иметь место во время сна без БДГ. Люди, которые не спят глубоким сном, могут испытывать сновидение во время второго сна без БДГ, тогда как те, кто спит глубоким сном, после пробуждения на той же стадии чаще сообщают о «мышлении», но не о «сновидении». Определённые научные открытия по оценке уникальной природы сновидений, испытываемых во время сна, содержат вывод о том, что пробуждение мысли может быть аномальным, особенно в условиях сенсорной депривации.

### Творчество
После пробуждения от БДГ-сна ум кажется более восприимчивым к семантическим эффектам. Люди, пробудившиеся от БДГ-сна, лучше справляются с задачами, такими как анаграммы и решение творческих проблем.
Сон помогает процессу, посредством которого творчество формирует ассоциативные элементы в новые комбинации, которые являются полезными или удовлетворяют определённым требованиям. Это происходит в режиме БДГ-сна, а не в режиме сна не-БДГ. Связано это не с процессами памяти, а с изменениями во время БДГ-сна при холинергической и норадренергической нейромодуляции. Высокие уровни ацетилхолина в гиппокампе подавляют обратную связь от гиппокампа к неокортексу, в то время как более низкие уровни ацетилхолина и норадреналина в неокортексе способствуют неконтролируемому распространению ассоциативной активности в неокортикальных областях. Это противоречит состоянию бодрствования, где более высокие уровни норадреналина и ацетилхолина ингибируют рецидивные связи в неокортексе. Через этот процесс БДГ-сон создаёт креативность, позволяя неокортетическим структурам реорганизовывать ассоциативные иерархии, в которых информация из гиппокампа будет заново интерпретирована в отношении предыдущих семантических представлений.

## В популярной культуре
- В честь фазы быстрого сна названа американская рок-группа R.E.M.
- Польская прогрессив-рок-группа Riverside в 2007 году записала альбом Rapid Eye Movement.
- Также в честь фазы быстрого сна названа песня и одноимённый альбом группы Animal ДжаZ 2013 года.
- Книга «Быстрые сны» советского писателя-фантаста З. Юрьева.
- Также в честь фазы быстрого сна была названа песня Арианы Гранде «R.E.M», записанная для её четвёртого альбома.

## Фаза быстрого сна у животных
БДГ-фаза или что-то подобное происходит у всех наземных млекопитающих и птиц. У морских млекопитающих эта фаза либо отсутствует, либо может быть в виде коротких эпизодов длительностью всего в несколько секунд. У ластоногих БДГ-фаза проявляется по-разному. Некоторые могут спать только на суше, некоторые — под водой. Морские котики могут длительное время проживать без БДГ-фазы.
Основными критериями, используемыми для идентификации БДГ, являются изменения электрической активности и потеря мышечного тонуса, чередующиеся с приступами подёргивания. Количество сна БДГ и цикличность у животных варьируется. Хищники наслаждаются более быстрым сном, чем жертвы. Более крупные животные также склонны оставаться в БДГ дольше, возможно потому, что более высокая тепловая инерция их мозга и органов позволяет им переносить более длительную суспензию терморегуляции. Период длится около 90 минут у людей, 22 минуты у кошек и 12 минут у крыс.
Спящие рептилии, похоже, не имеют волн или локализованной активации мозга, наблюдаемой у млекопитающих. Однако они демонстрируют циклы сна с фазами БДГ-подобной электрической активности. Недавнее исследование обнаружило периодические движения глаз у бородатой агамы. Также аналог стадии быстрого сна был обнаружен у лекарственной каракатицы.